# Adolf Medzihradský
Adolf Medzihradský (2. duben 1835, Leštiny - 13. prosinec 1919, Dolný Kubín) byl slovenský pedagog, národně-kulturní pracovník.

## Rodina
- otec Ľudovít Medzihradský
- matka Mária Medzihradská rozená Hadašová
- manželka Zuzana rozená Mešková

## Životopis
Pocházel ze šlechtického rodu Medzihradských z Medzihradného. Studoval na gymnáziu v Banské Bystrici, 1852-1855 v Kežmarku. Přední pedagog, sestavitel učebnic zeměpisu, dějepisu, přírodopisu. Ovlivnil tvorbu P.O. Hviezdoslava, zasloužil se o jeho slovenské národní probuzení. Zakládající člen Matice slovenské a organizátor ochotnictví v Dolním Kubíně. Věnoval se malířství, 1873 u něj tvořil Peter Bohuň. Studoval oravskou a liptovskou genealogii.

## Památky
- rodný dům v Leštinách
- hrob s náhrobkem v Dolním Kubíne
- rukopis v Literárním archivu Matice slovenské